# 사원

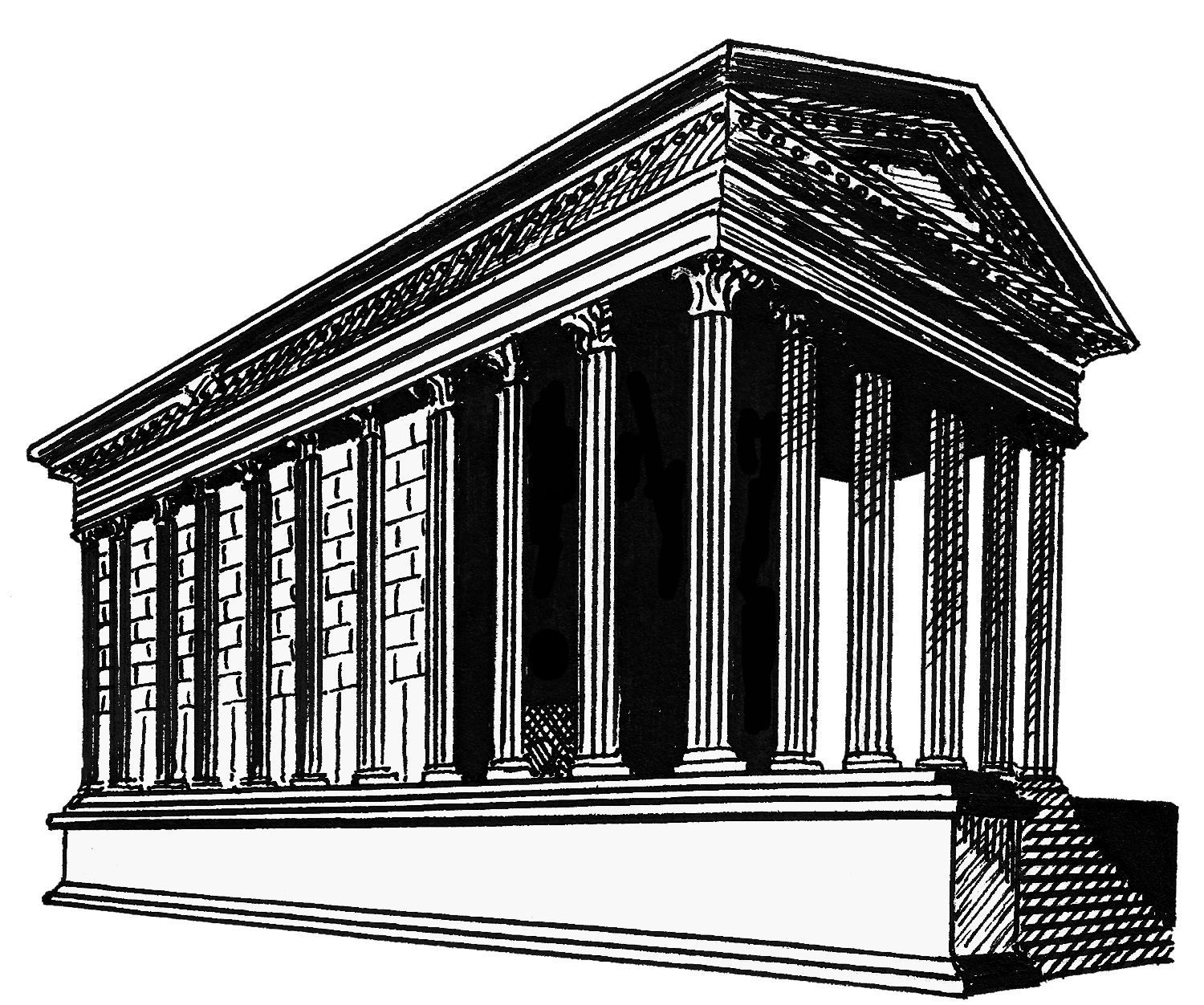

사원(寺院) 또는 신전은 종교를 위해 종교 단체의 신자들이 모여 종교 활동을 하는 장소이다. 종교에 따라 부르는 명칭은 각기 다르다.

## 종교별 사원
- 사당, 종묘, 태묘 - 유교
- 사찰 - 불교
- 교회 또는 성당 - 그리스도교
- 시나고그 - 유대교
- 모스크 - 이슬람교
- 힌두교 사원 - 힌두교
- 도관 - 도교
- 신사 - 신토
- 구루드와라 - 시크교
- 성전 - 예수 그리스도 후기 성도 교회
- 배화신전 - 조로아스터교
- 교당 - 원불교

## 같이 보기
- 모스크
- 신전